# Championnat de Madagascar de football 2011
Navigation
Saison précédente Saison suivante
La saison 2011 du Championnat de Madagascar de football est la 48e édition de la première division malgache, la THB Champions League. Le championnat se déroule en plusieurs phases consécutives :
- la première phase oppose 24 équipes (une par région, sauf pour la région d'Analamanga, où est située la capitale Antananarivo qui peut engager deux équipes et la province dont est issu le champion en titre, qui a également droit à une formation supplémentaire), en quatre poules de six équipes. Les deux premiers de chaque poule se qualifient pour la suite de la compétition.
- les huit clubs qualifiés sont à nouveau répartis en deux poules de quatre et s'affrontent une seule fois. Cette fois-ci, seuls les deux premiers se qualifient pour la phase suivante.
- enfin, la Poule des As oppose les quatre formations encore en lice. Elles se rencontrent une fois et l'équipe en tête du classement final est sacrée championne de Madagascar.

Le tenant du titre, CNAPS Sport, est issu de la région d'Itasy, qui a donc droit à deux représentants en championnat cette saison.
C’est le club de Japan Actuel's FC qui remporte la compétition cette saison, après avoir terminé en tête de la poule des As, devant le tenant du titre, CNAPS Sport et l'Académie Ny Antsika. Il s'agit du tout premier titre de champion de Madagascar de l’histoire du club.

## Les clubs participants
- Racing Club Nosy Be (Diana)
- FC Joël (Sava)
- CNAPS Sport (Itasy)
- RDN Arivonimamo (Itasy)
- Ajesaia (Analamanga)
- Japan Actuel's FC (Analamanga)
- Académie Ny Antsika (Vakinankaratra)
- BAS Tsiroanomamandidy (Bongolava)
- Fitamy Mampikony (Sofia)
- ASCUM (Boeny)
- FC Maeva (Betsiboka)
- HZAM Amparafaravola (Alaotra Mangoro)
- FCE (Atsinanana)
- ACFM Fandriana (Amoron'i Mania)
- FC Fomela (Haute-Matsiatra)
- MMM Vohipeno (Vatovavy-Fitovinany)
- FCCM Vangaindrano (Atsimo-Atsinanana)
- FC Ihosy (Ihorombe)
- FC Grand Olympique (Menabe)
- ASJF Capricorne (Atsimo Andrefana)
- FC2A Amboasary Sud (Anôsy)
- AS Ronhondroho
- FC Briamdat
- AJS Sainte-Marie

## Compétition
Le barème utilisé pour établir le classement est le suivant :
- Victoire : 3 points
- Match nul puis victoire aux tirs au but : 2 points
- Match nul puis défaite aux tirs au but : 1 point
- Défaite, forfait ou abandon : 0 point

### Première phase
| Rang | Équipe             | Pts | J | G | N   | P | Bp | Bc | Diff |
| ---- | ------------------ | --- | - | - | --- | - | -- | -- | ---- |
| 1    | ASJF Capricorne    | 13  | 5 | 4 | 0/1 | 0 | 10 | 3  | +7   |
| 2    | FC Ihosy           | 12  | 5 | 2 | 3/0 | 0 | 10 | 7  | +3   |
| 3    | FC2A Amboasary Sud | 7   | 5 | 1 | 1/2 | 1 | 2  | 2  | 0    |
| 4    | FC Fomela          | 6   | 5 | 0 | 2/2 | 1 | 3  | 6  | -3   |
| 5    | MMM Vohipeno       | 5   | 5 | 0 | 2/1 | 2 | 5  | 7  | -2   |
| 6    | AS Ronhondroho     | 2   | 5 | 0 | 0/2 | 3 | 4  | 9  | -5   |

| Rang | Équipe              | Pts | J | G | N   | P | Bp | Bc | Diff |
| ---- | ------------------- | --- | - | - | --- | - | -- | -- | ---- |
| 1    | Académie Ny Antsika | 15  | 5 | 5 | 0/0 | 0 | 17 | 0  | +17  |
| 2    | Japan Actuel's FC   | 11  | 5 | 3 | 1/0 | 1 | 12 | 4  | +8   |
| 3    | FC Briamdat         | 6   | 5 | 1 | 0/3 | 1 | 4  | 7  | -3   |
| 4    | RDN Arivonimamo     | 5   | 5 | 1 | 1/0 | 3 | 2  | 10 | -8   |
| 5    | FC Grand Olympique  | 5   | 5 | 1 | 1/0 | 3 | 3  | 6  | -3   |
| 6    | FCCM Vangaindrano   | 0   | 5 | 1 | 0/0 | 4 | 4  | 15 | -11  |

| Rang | Équipe                | Pts | J | G | N   | P | Bp | Bc | Diff |
| ---- | --------------------- | --- | - | - | --- | - | -- | -- | ---- |
| 1    | CNAPS Sport           | 15  | 5 | 5 | 0/0 | 0 | 20 | 3  | +17  |
| 2    | FCE                   | 12  | 5 | 4 | 0/0 | 1 | 13 | 4  | +9   |
| 3    | HZAM Amparafaravola   | 8   | 5 | 2 | 1/0 | 2 | 7  | 7  | 0    |
| 4    | BAS Tsiroanomamandidy | 5   | 5 | 1 | 1/0 | 3 | 3  | 8  | -5   |
| 5    | AJS Sainte-Marie      | 3   | 5 | 0 | 1/1 | 3 | 3  | 12 | -9   |
| 6    | ACFM Fandriana        | 2   | 5 | 0 | 0/2 | 3 | 5  | 17 | -12  |

| Rang | Équipe              | Pts | J | G | N   | P | Bp | Bc | Diff |
| ---- | ------------------- | --- | - | - | --- | - | -- | -- | ---- |
| 1    | Ajesaia             | 11  | 5 | 3 | 0/2 | 0 | 7  | 4  | +3   |
| 2    | ASCUM               | 9   | 5 | 2 | 1/1 | 1 | 3  | 2  | +1   |
| 3    | Racing Club Nosy Be | 9   | 5 | 2 | 1/1 | 1 | 6  | 5  | +1   |
| 4    | Fitamy Mampikony    | 8   | 5 | 2 | 1/0 | 2 | 7  | 7  | 0    |
| 5    | FC Maeva            | 5   | 5 | 1 | 1/0 | 3 | 2  | 4  | -2   |
| 6    | FC Joël             | 3   | 5 | 0 | 1/1 | 3 | 2  | 5  | -3   |

### Deuxième phase
| Rang | Équipe            | Pts | J | G | N   | P | Bp | Bc | Diff |
| ---- | ----------------- | --- | - | - | --- | - | -- | -- | ---- |
| 1    | Japan Actuel's FC | 7   | 3 | 2 | 1/0 | 0 | 16 | 3  | +13  |
| 2    | CNAPS SportT      | 5   | 3 | 1 | 1/0 | 1 | 9  | 3  | +6   |
| 3    | Ajesaia           | 5   | 3 | 1 | 0/2 | 0 | 5  | 2  | +3   |
| 3    | FC Ihosy          | 0   | 3 | 0 | 0/0 | 3 | 2  | 24 | -22  |

| Rang | Équipe              | Pts | J | G | N   | P | Bp | Bc | Diff |
| ---- | ------------------- | --- | - | - | --- | - | -- | -- | ---- |
| 1    | ASJF Capricorne     | 6   | 3 | 2 | 0/0 | 1 | 3  | 3  | 0    |
| 2    | Académie Ny Antsika | 5   | 3 | 1 | 1/0 | 1 | 2  | 2  | 0    |
| 3    | FCE                 | 4   | 3 | 1 | 0/1 | 1 | 4  | 3  | +1   |
| 3    | ASCUM               | 3   | 3 | 0 | 1/1 | 1 | 2  | 3  | -1   |

### Poule des As
| Rang | Équipe              | Pts | J | G | N | P | Bp | Bc | Diff |
| ---- | ------------------- | --- | - | - | - | - | -- | -- | ---- |
| 1    | Japan Actuel's FC   | 9   | 3 | 3 | 0 | 0 | 7  | 2  | +5   |
| 2    | CNAPS Sport'T'C     | 6   | 3 | 2 | 0 | 1 | 5  | 2  | +3   |
| 3    | Académie Ny Antsika | 1   | 3 | 0 | 1 | 2 | 2  | 5  | -3   |
| 4    | ASJF Capricorne     | 1   | 3 | 0 | 1 | 2 | 1  | 6  | -5   |

|  | Qualification pour la Ligue des champions de la CAF 2012               |
|  | Qualification pour la Coupe des clubs champions de l'océan Indien 2012 |
|  | T : Tenant du titre C : Vainqueur de la Coupe de Madagascar 2011       |

## Bilan de la saison
| Championnat de Madagascar de football 2011       |                               |
| Champion                                         | Japan Actuel's FC (1er titre) |
| Coupes et trophées                               |                               |
| Vainqueur de la Coupe de Madagascar 2011         | CNAPS Sport                   |
| Qualifications continentales                     |                               |
| Ligue des champions de la CAF 2012               | Japan Actuel's FC             |
| Coupe de la confédération 2012                   | Tana Football Club Formation  |
| Coupe des clubs champions de l'océan Indien 2012 | CNAPS Sport                   |
| Promotions et relégations                        |                               |
| Promus en THB Champions League                   | Aucun                         |
| Relégués                                         | Aucun                         |